# 1479 en littérature
| Années de la littérature : 1476 - 1477 - 1478 - 1479 - 1480 - 1481 - 1482    |
| Décennies de la littérature : 1440 - 1450 - 1460 - 1470 - 1480 - 1490 - 1500 |

Cet article présente les faits marquants de l'année 1479 en littérature.

## Événements
- L'imprimeur Bartholomeus Ghotan s'installe à Magdebourg[1].
- Premier texte slovaque conservé[2].

## Parutions
- 1479-1480 : publication des Évangiles des quenouilles chez Colard Mansion à Bruges[3].

## Naissance
- 13 juillet : Lilio Gregorio Giraldi, humaniste italien, poète, écrivain et mythographe (mort en 1552).

## Décès
- 24 avril : Jorge Manrique, poète espagnol, auteur de Stances sur la mort de son père (né vers 1440).